# Белаид, Райан
Райан Белаид Хелил (исп. Rayane Belaid Khelil; род. 11 февраля 2005, Ориуэла) — испанский футболист, полузащитник клуба «Атлетико Мадрид».

## Клубная карьера
Белаид — воспитанник клуба «Атлетико Мадрид». 10 марта 2024 года в поединке против «Рекреативо» игрок дебютировал за дублирующий состав в Первом дивизионе Испании.

## Международная карьера
В 2024 году в составе юношеской сборной Испании Белаид принял участие в юношеском чемпионате Европы в Северной Ирландии. На турнире он сыграл в матчах против сборных Дании, Италии и дважды Франции.

## Достижения
Сборная Испании (до 19 лет)
- Победитель чемпионата Европы (до 19 лет): 2024